# 小行星7161
小行星7161（7161 Golitsyn）是一颗绕太阳运转的小行星，为主小行星带小行星。该小行星于1982年10月25日发现。

## 轨道参数
小行星7161的轨道半长轴为2.3952822 UA，离心率为0.2。